# Stephen Laybutt
Stephen Laybutt   (Lithgow, 3 de setembre de 1977 - Cabarita Beach, gener 2024) va ser un futbolista australià que jugava com a defensa. Va disputar 15 partits amb la selecció d'Austràlia. Es suïcidà als 46 anys.